# Мелани Харлоу
Мелани Харлоу (на английски: Melanie Harlow) е американска писателка на произведения в жанра съвременен, исторически и еротичен любовен роман.

## Биография и творчество
Мелани Харлоу е родена през 1975 г. в Детройт, Мичиган, САЩ. Следва американска филология в университета Маями Охайо в Оксфорд, Охайо. След дипломирането си в продължение на пет години преподава английски език и социални науки в гимназията. След раждането на двете си дъщери решава да не се връща към преподаването и се насочва към писателска кариера. Няколко години работи на свободна практика, а в периода 2010 – 2011 г. пише три три романа за младежи, като един от тях става първия ѝ публикуван. Първият ѝ роман „Говори спокойно“ от едноименната поредица е издаден през 2013 г.
През 2019 г. е издаден първият ѝ роман „Неустоима“ от поредицата „Кловърлей Фармс“. Герои в него са Франи Сойер и Мак. Мак е бивш морски пехотинец, самотен баща на три дъщери и е твърде зает като финансов директор на Кловърлей Фармс, а Франи е сладка и красива 27 годишна жена, дъщеря на шефа, и временна бавачка на дъщерите на Мак. Близостта на двамата води до взривоопасни отношения, и Мак трябва да избира между живота, който иска, и живота, който тя заслужава. Романите от поредицата са с отделни герои.
Мелани Харлоу живее със семейството си близо до Детройт.

## Произведения

### Самостоятелни романи
- Strong Enough (2017) – с Дейвид Романов[1][2][3]
- Hold You Close (2018) – с Корин Майкълс
- Imperfect Match (2019) – с Корин Майкълс

### Поредица „Говори спокойно“ (Speak Easy)
1. Speak Easy (2013)[2][3]
2. Speak Low (2013)

### Поредица „По френски“ (Frenched)
1. Frenched (2014)[1][3]
2. Forked (2014)
3. Floored (2015)

### Поредица „Честита луда любов“ (Happy Crazy Love)
1. Some Sort of Happy (2015)[1][2]
2. Some Sort of Crazy (2015)
3. Some Sort of Love (2016)

### Поредица „Кловърлей Фармс“ (Cloverleigh Farms)
1. Irresistible (2019)[1][2][3]
Неустоима, изд.: „Сиела“, София (2023), прев. Марианна Панова
2. Undeniable (2019)
3. Insatiable (2019)
4. Unbreakable (2020)
5. Unforgettable (2020)

### Поредица „Ферми Кловърли, следващото поколение“ (Cloverleigh Farms Next Generation)
1. Ignite (2021)[1][2]
2. Taste (2022)
3. Tease (2022)
4. Tempt (2022)

### Новели и разкази
- The Tango Lesson (2015)[1]

### Сборници
- Angels & Sinners (2015) – с други[1]
- I Have Lived and I Have Loved (2020) – с други